# Gabrius nigritulus
Gabrius nigritulus är en skalbaggsart som först beskrevs av Johann Ludwig Christian Gravenhorst 1802.  Gabrius nigritulus ingår i släktet Gabrius och familjen kortvingar. Arten är reproducerande i Sverige. Inga underarter finns listade i Catalogue of Life.